# Pradelle
Pradelle ist eine französische Gemeinde mit 25 Einwohnern (Stand 1. Januar 2022) im Département Drôme in den Voralpen. Pradelle liegt im Tal der Roanne auf einer Höhe von rund 500 m. Die Unterpräfektur Die ist etwa 32 Kilometer entfernt.

## Bevölkerungsentwicklung
| Jahr                       | 1962 | 1968 | 1975 | 1982 | 1990 | 1999 | 2006 | 2016 |
| -------------------------- | ---- | ---- | ---- | ---- | ---- | ---- | ---- | ---- |
| Einwohner                  | 33   | 38   | 40   | 38   | 30   | 26   | 17   | 18   |
| Quellen: Cassini und INSEE |      |      |      |      |      |      |      |      |